# 後藤巡査殺害事件
後藤巡査殺害事件（ごとうじゅんささつがいじけん）は、1962年に別府警察署山の手派出所の巡査が勤務中に制服姿のまま行方不明になり、後に遺体で発見された未解決事件である。
1977年2月10日に公訴時効を迎えて、未解決事件となった。

## 概要
1962年2月11日午後7時過ぎ、別府警察署山の手派出所で単独勤務中だった警察官が制服姿のまま行方不明になった。
2月17日の午後、捜索により大分県国道10号沿いの宇佐郡四日市町（現在の宇佐市）の防空壕で、絞殺されている巡査の遺体が発見された。発見される前、地元住民により旧防空壕から50メートル程離れた道の近くで血の付いているシャツの切れ端が発見されていたことから、捜査員を増員し遺体発見にこぎつけた。
遺体は下着姿となっており、制服、拳銃、警察手帳などを奪われた状態であった。

## 捜査
遺体が見つかったことにより、警察は強盗殺人事件として捜査を開始。戦後に三重県などでけん銃奪取目的で警察官が襲撃されるという事件が起こっていた。そのため、拳銃を奪う目的だったとも考えられた。
捜査で、犯人は3人でブルーバード59年型に巡査を乗せていったとされた。また、その後の調査で山口組系石井組が出入りしていた料亭の古井戸から巡査の銃弾が発見されたが、拳銃も制服も発見されることはなかった。そのため、暴力団がらみとも見られた。
しかし直接犯人と繋がるものが出てこないまま、犯人検挙ができずに、1977年2月10日に公訴時効を迎えた。